# Synanthedon auriplena
Synanthedon auriplena is een vlinder uit de familie wespvlinders (Sesiidae), onderfamilie Sesiinae.
Synanthedon auriplena is voor het eerst wetenschappelijk beschreven door Walker in 1865. De soort komt voor in het Oriëntaals gebied.